# Ahn Bo-hyun
Dans ce nom coréen, le nom de famille, Ahn, précède le nom personnel.
Ahn Bo-hyun (coréen : 안보현) né le 16 mai 1988 à Busan, est un acteur et mannequin sud-coréen. Il s'est fait connaître en tant que mannequin avant de commencer sa carrière d'acteur,. Depuis ses débuts d'acteur en 2014, il a joué dans divers films et séries télévisées, dont Dokgo Rewind (film, 2018), Descendants of the Sun (2016) et Her Private Life (2019). Il marque un tournant dans sa carrière grâce à la série à succès Itaewon Class (2020).
Bo-hyun est diplômé de l'université Busan Sports High School, où il participait régulièrement à des compétitions de boxe amateur, ce qui lui a valu l'obtention d'une médaille d'or.
Il a été en couple avec Jisoo (Blackpink). Ils se séparent en octobre 2023.

## Filmographie

### Films
| Année | Titre                                       | Rôle         |
| ----- | ------------------------------------------- | ------------ |
| 2016  | Hiya                                        | Lee Jin-sang |
| 2018  | Dokgo Rewind                                | Pyo Taejin   |
| 2019  | Memories of a Dead End (막다른 골목의 추억) | Tae-Goo      |

### Séries télévisées
| Année | Titre                                         | Rôle           | Chaîne       |
| ----- | --------------------------------------------- | -------------- | ------------ |
| 2014  | Golden Cross                                  |                | KBS2         |
| 2014  | Two Mothers                                   |                | KBS2         |
| 2014  | My Secret Hotel                               | Sang-hoon      | tvN          |
| 2015  | The Dearest Lady (최고의 연인)                | Lee Bong-gil   | MBC          |
| 2016  | Descendants of the Sun                        | Im Kwang-nam   | KBS2         |
| 2016  | After the Show Ends (연극이 끝나고 난 뒤)     | Cha Kang-woo   | tvN          |
| 2016  | My Runway                                     | Wang Rin       | MBC Dramanet |
| 2017  | Wednesday 3:30 PM                             | Baek Seung-kyu | SBS Plus     |
| 2017  | My Only Love Song                             | Moo-myung      | Netflix      |
| 2018  | Hide and Seek                                 | Baek Do-hoon   | MBC          |
| 2019  | Her Private Life                              | Nam Eun-ki     | tvN          |
| 2020  | Itaewon Class                                 | Jang Geun-won  | JTBC         |
| 2020  | Kairos                                        | Seo Do-kyun    | MBC          |
| 2021  | My Name                                       | Jeon Pil-do    | Netflix      |
| 2021  | Yumi's Cell                                   | Goo Woong      | tvN          |
| 2022  | Military Prosecutor Doberman                  | Do Bae-man     | tvN          |
| 2023  | See You in My 19th Life (이번 생도 잘 부탁해) | Moon Seo-Ha    | tvN          |
| 2024  | Flex X Cop                                    | Jin I-soo      | SBS TV       |

### Émissions de télévision
| Année | Titre                            | Chaîne | Notes                   |
| ----- | -------------------------------- | ------ | ----------------------- |
| 2018  | Radio Star                       | MBC    | épisode 577             |
| 2020  | Running Man                      | SBS    | épisode 498             |
| 2020  | Baek Jong-won's Alley Restaurant | SBS    | épisodes 114-115        |
| 2020  | I Live Alone                     | MBC    | épisodes 339-340 et 345 |
| 2020  | Knowing Bros                     | JTBC   | épisode 232             |

## Prix et nominations
| Année | Prix                     | Catégorie              | Œuvre nommée  | Résultats  | Références |
| ----- | ------------------------ | ---------------------- | ------------- | ---------- | ---------- |
| 2020  | 56e Baeksang Arts Awards | Meilleur nouvel acteur | Itaewon Class | Nomination | [ 10 ]     |